# Grand Prix Belgie 1967
Grand Prix Belgie 1967 (oficiálně XIII Grote Prijs Van Belgie) se jela na okruhu Circuit de Spa-Francorchamps v Stavelotu v Belgii dne 18. června 1967. Závod byl čtvrtým v pořadí v sezóně 1967 šampionátu Formule 1.

## Kvalifikace
| Poř. | No. | Jezdec              | Konstruktér     | Čas    | Ztráta |
| ---- | --- | ------------------- | --------------- | ------ | ------ |
| 1    | 21  | Jim Clark           | Lotus-Ford      | 3:28.1 | —      |
| 2    | 36  | Dan Gurney          | Eagle-Weslake   | 3:31.2 | +3.1   |
| 3    | 22  | Graham Hill         | Lotus-Ford      | 3:32.9 | +4.8   |
| 4    | 29  | Jochen Rindt        | Cooper-Maserati | 3:34.3 | +6.2   |
| 5    | 1   | Chris Amon          | Ferrari         | 3:34.3 | +6.2   |
| 6    | 14  | Jackie Stewart      | BRM             | 3:34.8 | +6.7   |
| 7    | 25  | Jack Brabham        | Brabham-Repco   | 3:35.0 | +6.9   |
| 8    | 3   | Mike Parkes         | Ferrari         | 3:36.6 | +8.5   |
| 9    | 2   | Ludovico Scarfiotti | Ferrari         | 3:37.7 | +9.6   |
| 10   | 7   | John Surtees        | Honda           | 3:38.4 | +10.3  |
| 11   | 12  | Mike Spence         | BRM             | 3:38.5 | +10.4  |
| 12   | 39  | Jo Bonnier          | Cooper-Maserati | 3:39.1 | +11.0  |
| 13   | 30  | Pedro Rodríguez     | Cooper-Maserati | 3:39.5 | +11.4  |
| 14   | 26  | Denny Hulme         | Brabham-Repco   | 3:40.3 | +12.2  |
| 15   | 17  | Chris Irwin         | BRM             | 3:44.4 | +16.3  |
| 16   | 34  | Jo Siffert          | Cooper-Maserati | 3:45.4 | +17.3  |
| 17   | 19  | Bob Anderson        | Brabham-Climax  | 3:49.5 | +21.4  |
| 18   | 32  | Guy Ligier          | Cooper-Maserati | 4:01.2 | +33.1  |

## Závod
| Poř.   | No. | Jezdec              | Konstruktér     | Počet kol | Čas/Odstoupení | Pořadí na startu | Body |
| ------ | --- | ------------------- | --------------- | --------- | -------------- | ---------------- | ---- |
| 1      | 36  | Dan Gurney          | Eagle-Weslake   | 28        | 1:40:49.4      | 2                | 9    |
| 2      | 14  | Jackie Stewart      | BRM             | 28        | + 1:03.0       | 6                | 6    |
| 3      | 1   | Chris Amon          | Ferrari         | 28        | + 1:40.0       | 5                | 4    |
| 4      | 29  | Jochen Rindt        | Cooper-Maserati | 28        | + 2:13.9       | 4                | 3    |
| 5      | 12  | Mike Spence         | BRM             | 27        | + 1 kolo       | 11               | 2    |
| 6      | 21  | Jim Clark           | Lotus-Ford      | 27        | + 1 kolo       | 1                | 1    |
| 7      | 34  | Jo Siffert          | Cooper-Maserati | 27        | + 1 kolo       | 16               |      |
| 8      | 19  | Bob Anderson        | Brabham-Climax  | 26        | + 2 kola       | 17               |      |
| 9      | 30  | Pedro Rodríguez     | Cooper-Maserati | 25        | Motor          | 13               |      |
| 10     | 32  | Guy Ligier          | Cooper-Maserati | 25        | + 3 kola       | 18               |      |
| NC     | 2   | Ludovico Scarfiotti | Ferrari         | 24        | Neklasifikován | 9                |      |
| Ret    | 25  | Jack Brabham        | Brabham-Repco   | 15        | Motor          | 7                |      |
| Ret    | 26  | Denny Hulme         | Brabham-Repco   | 14        | Motor          | 14               |      |
| Ret    | 39  | Jo Bonnier          | Cooper-Maserati | 10        | Motor          | 12               |      |
| Ret    | 22  | Graham Hill         | Lotus-Ford      | 3         | Spojka         | 3                |      |
| Ret    | 7   | John Surtees        | Honda           | 1         | Motor          | 10               |      |
| Ret    | 17  | Chris Irwin         | BRM             | 1         | Motor          | 15               |      |
| Ret    | 3   | Mike Parkes         | Ferrari         | 0         | Nehoda         | 8                |      |
| Zdroj: |     |                     |                 |           |                |                  |      |

## Průběžné pořadí po závodě
Pohár jezdců
|        | Pořadí | Jezdec          | Body |
| ------ | ------ | --------------- | ---- |
|        | 1      | Denny Hulme     | 16   |
|        | 2      | Pedro Rodríguez | 11   |
| 2      | 3      | Chris Amon      | 11   |
| 1      | 4      | Jim Clark       | 10   |
| 13     | 5      | Dan Gurney      | 9    |
| Zdroj: |        |                 |      |

Pohár konstruktérů
|        | Pořadí | Konstruktér     | Body |
| ------ | ------ | --------------- | ---- |
|        | 1      | Brabham-Repco   | 18   |
|        | 2      | Cooper-Maserati | 14   |
| 1      | 3      | Ferrari         | 11   |
| 1      | 4      | Lotus-Ford      | 10   |
| 6      | 5      | Eagle-Weslake   | 9    |
| Zdroj: |        |                 |      |